# Hiszpańska tancerka
Hiszpańska tancerka (ang. The Spanish Dancer) – amerykański film niemy z 1923.

## Obsada
- Pola Negri jako cygańska wróżka
- Antonio Moreno jako Don Cesar de Bazan
- Wallace Beery jako Król Filip IV
- Kathlyn Williams jako Królowa Izabela Burbon
- Gareth Hughes jako Lazarillo
- Adolphe Menjou jako Don Salluste
- Edward Kipling jako Marquis de Rotundo
- Anne Shirley jako Don Balthazar Carlos
- Charles A. Stevenson jako ambasador
- Robert Agnew jako Juan